# Ruth Shaw Wylie
Ruth Shaw Wylie (* 24. Juni 1916 in Cincinnati, Ohio; † 30. Januar 1989 in Estes Park, Colorado) war eine US-amerikanische Komponistin und Musikpädagogin.
Ruth Shaw Wylie schloss ihre musikalische Ausbildung 1943 an der Eastman School of Music mit einem PhD ab. Bis 1949 war sie Professorin für Komposition und Musiktheorie an der University of Missouri in Columbia, danach unterrichtete sie an der Wayne State University in Detroit. 1965 gründete sie das University Improvisation Chamber Ensemble, mit dem sie Konzertreisen durch den Mittleren Westen der USA unternahm.
1969 zog sie sich von der Lehrtätigkeit zurück und lebte als Komponistin zunächst in Salt Lake City, ab 1973 in Estes Park/Colorado. Sie komponierte etwa sechzig Werke, darunter zwei Sinfonien und drei Orchestersuiten, drei Ballette, ein Flöten- und ein Klarinettenkonzert und zahlreiche kammermusikalische Werke. 1975 erhielt sie einen Kompositionsauftrag des Michigan Council of Arts, ein Stück für das Detroit Women’s Chamber Orchestra zum 200. Jubiläum der Gründung der USA zu schreiben. Es entstand ihr einziges multimediales Werk The Long Look Home mit Gedichten und Bildern von Jeanne Torosian.